# Culi
Culi o coolie, és l'apel·latiu utilitzat al segle xix i principis del XX per designar els carregadors i treballadors amb escassa qualificació procedents de l'Índia, Xina i altres països asiàtics. També es va utilitzar per nomenar als emigrants d'aquests països que eren contractats en les colònies europees o als països americans. La utilització de culis o peons va augmentar després de l'abolició del comerç d'esclaus.
Els culis indis eren reclutats amb contractes que establien un període de treball no menor a vuit anys, a canvi del transport i un sou; passat aquest lapse, el treballador podia tornar a la seva llar o buscar un altre treball. En el cas dels xinesos les condicions eren més irregulars. Al sud d'Àsia, actualment és una paraula d'ús comú per als treballadors en treballs manuals no qualificats, especialment carregadors a les estacions de ferrocarril.

## Etimologia

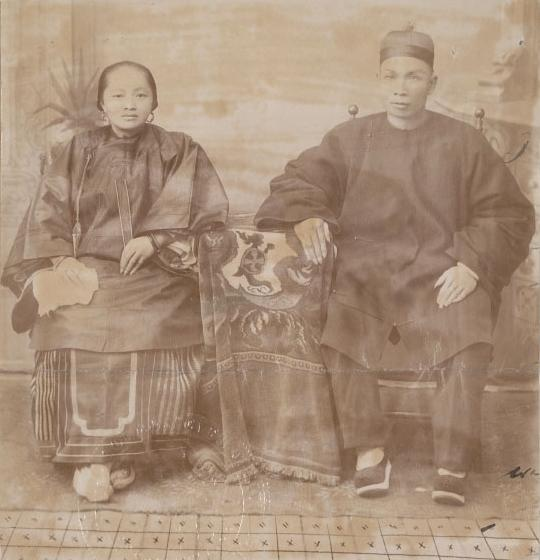
Parella de treballadors culis dels EUA al.

No es coneix amb certesa l'origen de la paraula. Hi ha diverses teories, com que prové del nom de la secta gujarati dels Kolī, els quals treballaven com a jornalers. Uns altres veuen el seu origen en la paraula tàmil kuli (கூலி) amb el significat de "jornal", o encara en la paraula urdú qulī (قلی, क़ुली), derivada al seu torn de la turca qul, esclau. Finalment, existeix un homòfon en xinès, 苦力 (pinyin: kǔlì), el significat de la qual seria "força amarga" o "ús amarg de la força", en referència al règim d'esclavitud o semiesclavitud al que estaven sotmès els culis.

## Història

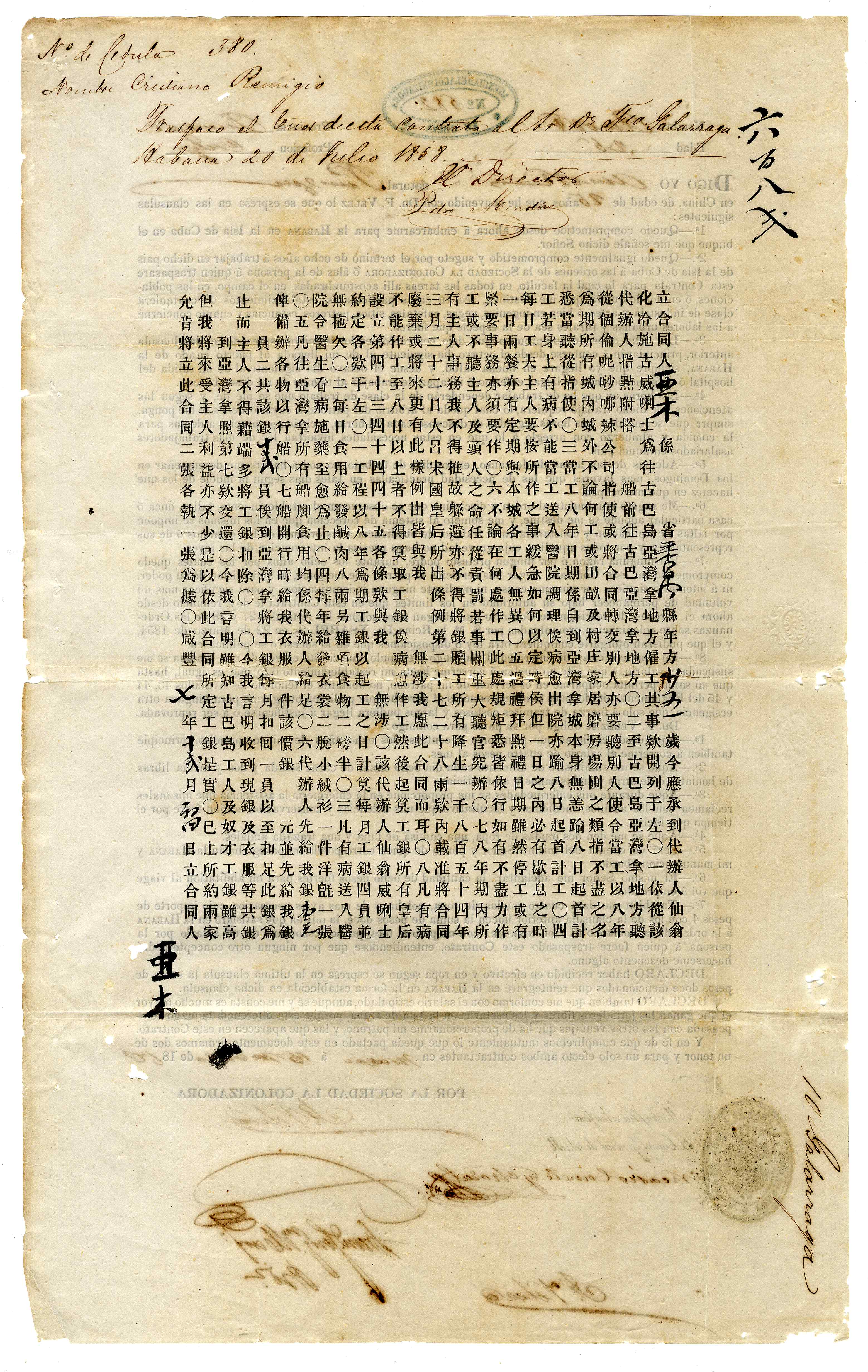
Contracta de jornaler xinès (en espanyol per l'altra cara), signada a l'Havana, 20 de juliol de 1858.

Durant la segona meitat del segle xix països asiàtics com Xina i Índia sofrien de condicions de vida molt pobres i de grans fams. Xina a causa dels mals governants i Índia a causa de la mala administració anglesa. És per això que entre 1847 i 1874, de 250.000 a 500.000 xinesos i indis van emigrar amb aquest tipus de contractes, o van ser portats per la força. El canal habitual era a través de les Filipines i Mèxic. Per aquell temps s'havien desplaçat en total fins a mig milió de treballadors xinesos. Aquests treballadors es van convertir en culis, van ser portats a Perú, Xile, Costa Rica, Hawaii, la Guiana Britànica, Malàisia, les Antilles Neerlandeses, Sud-àfrica, Rhodèsia, Cuba, República Dominicana i Estats Units. Majoritàriament a Perú, per l'explotació de les illes guaneres, ja que faltava mà d'obra.
Els culis sofrien de maltractaments i altres abusos que incloïen la falta de respecte als drets humans. Per això els governs d'on provenien van intentar millorar la seva condició tractant de limitar els contractes forçosos i els fraus, així com garantir un mínim de seguretat per als seus ciutadans, però no van tenir molt èxit.
Gran Bretanya va intentar legislar la contractació de culis per evitar abusos com els segrestos, la massificació en els bucs i la falta d'aliments durant els viatges. El tracte que es donava a aquests treballadors en els bucs portuguesos era inhumà.
A més de la preocupació de tipus humanitari, els sindicats també van pressionar perquè es legislessin els contractes d'aquest tipus de treballadors. La contractació de culis va ser abolida en l'Índia en 1917 i la Llei d'Emigració Índia de 1922 va prohibir la sortida dels seus ciutadans sense qualificació professional. En 1873 les autoritats xineses impedien aquest tipus de migració, excepte a Gran Bretanya, i en 1874 es va prohibir a Macau, centre del comerç de Portugal. A Amèrica Llatina es van utilitzar en les hisendes i plantacions a treballadors peons i jornalers amb similars condicions d'explotació, les quals van anar millorant amb gran lentitud en el transcurs del segle xx.